# Tom Leaper
Tom Leaper (Melbourne, 7 november 1975) is een Australisch voormalig professioneel wielrenner. Hij behaalde geen professionele overwinningen.

## Grote rondes
| Jaar | Ronde van Italië | Ronde van Frankrijk | Ronde van Spanje |
| ---- | ---------------- | ------------------- | ---------------- |
| 2000 | opgave           |                     |                  |
| 2001 | opgave           |                     |                  |
| 2002 |                  |                     |                  |

| Jaar | Milaan-San Remo | Ronde van Lombardije |  | WK op de weg |
| ---- | --------------- | -------------------- |  | ------------ |
| 1999 |                 |                      |  | opgave       |
| 2000 |                 | 53e                  |  | 73e          |
| 2001 | 131e            |                      |  | 61e          |
| 2002 |                 |                      |  |              |

## Ploegen
- 1999-Navigare-Gaerne (stagiair)
- 2000-Panaria-Gaerne
- 2001-Panaria-Fiordo
- 2002-Navigators Cycling Team